# دوري كرة القدم الأمريكية 1943–44
دوري كرة القدم الأمريكية 1943–44 هو موسم من دوري كرة القدم الأمريكية ‏. فاز فيه Uhrik Truckers ‏.